# Grabnutzungsrecht
Das Grabnutzungsrecht ist ein Nutzungsrecht an einer Grabstelle.

## Deutschland
Das Grabnutzungsrecht ist ein öffentlich-rechtliches Rechtsverhältnis, soweit nicht ausnahmsweise eine privatrechtliche Ausgestaltung anzunehmen ist. In Deutschland handelt es sich um das Nutzungsrecht an der Grabstelle. Hiernach sind Streitigkeiten über den Bestand und den Inhalt von Grabnutzungsrechten und den mit solchen Regelungen verbundenen Pflichten (einschließlich der Streitigkeiten über die zulässige Gestaltung der Grabstätte) grundsätzlich öffentlich-rechtliche Streitigkeiten im Sinne von § 40 Abs. 1 VwGO. Dies gilt auch bei kirchlichen Friedhöfen.
In Deutschland besteht ein auf die maßgebliche Ruhefrist zeitlich begrenztes Nutzungsrecht an der Grabstätte. Die entsprechenden Gesetze in Deutschland sind Recht des Bundeslandes. Die Bestattung ist eine hoheitsrechtliche Pflichtaufgabe der Kommune, die sich nach dem jeweiligen Bestattungsrecht regelt. Die gesetzliche Basis für die Zulassung und Nutzung der Friedhöfe sind die Friedhofsgesetze. Auf deren Grundlage erlassen die Kommunen und Religionsgemeinschaften ihre Statuten, die Friedhofsordnung. Hier ist geregelt, wie und wie lange Grabstätten genutzt werden dürfen, in der Friedhofsordnung oder in gesonderten Gebührenordnungen sind die für die Kommune oder die Gemeinschaft fälligen Nutzungsgebühren und Zusatzfestlegungen getroffen. Für die Durchführung der Bestattung und insbesondere die Betreuung der Grabstätte tritt ein fürsorgeberechtigter Nutzer in ein öffentlich-rechtliches Nutzungsverhältnis mit dem jeweiligen Friedhofsträger. Dieses Sondernutzungsrecht wird öffentlich-rechtlich durch einen mitwirkungspflichtigen Verwaltungsakt begründet. Es kommt zwischen dem willigen Berechtigten und dem Friedhofsträgers zustande. 
Ein Erbberechtigter ist nicht zwangsläufig der Nachfolger; auch wenn das Erbe ausgeschlagen wird, kann ein Nachkomme zur Kostentragungspflicht herangezogen werden. Es kann keine Bestattung stattfinden, wenn sich kein Nutzer findet. Der Nutzer kann durch einen Vorsorgevertrag festgelegt sein. Im Notfall, falls keine Verwandten oder Bekannten das Nutzungsrecht übernehmen, insbesondere die Kosten zu tragen, tritt die Behörde ein. Je nach kommunaler Struktur kann dies das Ordnungsamt oder das Gesundheitsamt sein. Das Nutzungsrecht kann mit Zustimmung des Friedhofsträgers durch Absichtserklärung des Vorgängers und des Nachfolgers oder nach Maßgabe der örtlichen Friedhofsordnung übergehen. Gesetzliche Basis für das Nutzungsrecht sind die Bestattungsgesetze, teilweise die Friedhofsgesetze des jeweiligen Bundeslandes. Die Einzelheiten wie Dauer, Nutzungskosten und das Recht auf Verlängerung werden im Friedhofsstatut festgelegt. Das Statut enthält die lokalen, gemeinschaftlichen oder kommunalen Festlegungen im Rahmen der Landesgesetze.
Für die Baumbestattungen ergeben sich Bedingungen, die dennoch den Landesgesetzen unterliegen müssen. Gleiches gilt für die weiteren neuen Bestattungsformen.

### Bayern
In Bayern sind die Kommunen verpflichtet, die notwendigen Bestattungseinrichtungen bereitzustellen (Art. 149 Abs. 1 BV, Art. 7 BestG). Träger von Friedhöfen können nur juristische Personen des öffentlichen Rechts sein (Art. 8 2 BestG). Kirchen und Religionsgemeinschaften können eigene Friedhöfe unterhalten, sind dazu aber nicht verpflichtet. 
Ein Benutzungszwang für kommunale Einrichtungen darf nicht zu Lasten einer kirchlichen Einrichtung verfügt werden (Art. 24 Abs. 3 GO).
Bei kirchlichen Monopolfriedhöfen ist auch die Beisetzung Andersgläubiger unter den für sie üblichen Formen zu gestatten (Art. 149 Abs. 2 BV, Art. 8 Abs. 4 BestG).

### Berlin
Für die Bestattungen in Berlin ist das Bestattungsgesetz die Grundlage. In Berlin unterstehen die insgesamt 245 Friedhöfe in der Nutzung dem jeweiligen Träger. Für die landeseigenen Friedhöfe Berlins sind dies die Bezirksverwaltungen auf deren Territorium der Friedhof liegt. Die lokalen Besonderheiten werden allerdings mit dem vom Senat zentral erlassenen Gesetz über die landeseigenen und nichtlandeseigenen Friedhöfe Berlins geregelt. Die Ehrengräber und die Kriegsgräberstätten werden vom Senat auf Basis des Gräbergesetzes verwaltet. Allerdings sind die Bezirke vor Ort für Pflege und Durchführung zuständig. Das Friedhofsgesetz ist Grundlage der Friedhofsordnung und der Gebührenordnung für die landeseigenen Friedhöfe Berlins. 
Die Liegezeit für die Gräber in Berlin beträgt einheitlich 20 Jahre. Erd- und Urnenwahlstellen können nach Ablauf der 20 Jahre verlängert werden. Das Recht zur Verlängerung kann ein halbes Jahr vor Ablauf genutzt werden. Wird keine Verlängerung beantragt, so können die Grabstätten ab einem halben Jahr nach Ablauf beräumt werden. Reihengräber und die Bestattung in Gemeinschaftsanlagen können nicht verlängert werden. Falls der Nutzungsberechtigte keinen Anspruch geltend macht, gehen Grabstein und die sonstige Grabausstattung nach Ablauf der Nutzungsfrist in das Eigentum des Landes Berlin über. Die Fristen und der Eigentumswechsel sind im Berliner Friedhofsgesetz geregelt. Seit 2004 sind die Nutzungsgebühren auf 20 Jahre im Voraus zu zahlen. Dabei wird nicht das Nutzungsrecht an der Grabstelle, sondern am Begräbnis erworben, mit jeder neuen Bestattung wird auch in Mehrfachstellen diese Grundgebühr für 20 Jahre fällig. Durch häufigen Ortswechsel der nutzungsberechtigten Nachkommen waren vorher oft die jährlichen Zahlungen nicht mehr nachzuvollziehen. Diese Nutzungsgrundgebühr sollte den Aufwand der Verwaltung decken, um die Fläche in würdigem Zustand zu halten, die Sicherheit der Wege zu gewähren und die Kosten für die Versorgung der Nutzungsberechtigten mit Wasser und Abfallentsorgung zu decken. Auch die eventuelle Entsorgung des Grabsteins durch die Verwaltung ist eingeschlossen, insofern der Nutzer keinen Anspruch erhob. Mit dieser Vorausbezahlung auf 20 Jahre sind die Kosten abgedeckt, andererseits ist damit die Frage der Pflege geklärt, falls die Nachkommen dazu nicht in der Lage oder nicht gewillt sind. Mit dem Nutzungsrecht ist gesetzlich auch die Pflicht gebunden, der Grabstätte ein würdiges Aussehen zu geben, und die Sicherheit des Grabsteins zu verantworten, im Falle eines Sargbruchs die Folgen zu beseitigen. Nach § 4 des Friedhofsgesetzes ist die Verkehrssicherungspflicht als öffentlich-rechtliche Aufgabe der Friedhofsträger verantwortlich, solange die Gefahr nicht von der nutzungsrechtlichen Grabstätte ausgeht.
Die kirchlichen Träger haben das Recht, innerhalb des Berliner Friedhofsgesetzes ihre eigenen Friedhofsordnungen zu erlassen. Darin sind die Nutzungskosten, Rechte und Pflichten und Bestimmungen zur Verlängerung des Nutzungsrechtes geregelt. Die Festlegungen erfolgen hierbei durch die zuständige Gemeinde. Um den Verwaltungsaufwand in Grenzen zu halten, haben sich insbesondere Vereinigungen von evangelischen Kirchengemeinden gebildet. Die katholischen Friedhöfe werden vom Ordinariat berlinweit, der jüdische Friedhof von der jüdischen Landesgemeinde bestimmt. 
Religionsgemeinschaften sind in Berlin etwas freier in der Gestaltung von Nutzungsbedingungen für neuere Bestattungsformen. Die Friedhofsverwaltungen der Bezirke für die landeseigenen Friedhöfe sind hierbei immer an den Text der landesrechtlichen Gebühren- und der Friedhofsordnung gebunden.

## Österreich
Die Zuständigkeit für die Vergabe des Grabnutzungsrechts liegt bei der 
- Friedhofsverwaltung des jeweiligen Gemeindeamtes oder der
- Friedhofsverwaltung der jeweiligen anerkannten Kirche, Religionsgemeinschaft oder religiösen Bekenntnisgemeinschaft (konfessionelle Friedhöfe).[4]

### Wien
Die Verwaltung der 46 städtischen Friedhöfe in Wien mit ihren mehr als 600.000 Grabstellen liegt bei der Friedhöfe Wien GmbH, die 2008 aus der Magistratsabteilung 43 (Städtische Friedhöfe) hervorging. 
Der Kauf eines Grabes ist nicht möglich, erworben wird lediglich das Nutzungsrecht an einer Grabstätte. 
Als Benützungsberechtigter kann nur eine Einzelperson in Erscheinung treten, die damit alle Rechte und Pflichten eines Nutzers in sich vereint. Das Benützungsrecht kann nur durch Vererbung oder Verzicht an seinen Ehepartner, seinen Lebensgefährten, einen Elternteil oder ein Kind weitergegeben werden. 
Je nach der Art der Grabstätte variiert die Laufzeit des Grabnutzungsrechts: 
- normale Erdgräber: normalerweise 10 Jahre
- Grab mit Grabdeckelplatte: erstmals 20 Jahre
- Gruft oder Urnenwandnische: 60 Jahre

Zu beachten ist, dass für jeden beigesetzten Toten beziehungsweise im Falle einer Feuerbestattung seiner Asche ein zehnjähriges Ruherecht, die sogenannte Mindestliegefrist ab dem Bestattungstag zu gewähren ist. Für die Einhaltung dieser Frist hat der Veranlasser der Bestattung zu sorgen.
Die Grabnutzungsdauer kann beliebig oft verlängert werden, ab einem Jahr vor bis ein Jahr nach dem Ablauftag für eine Dauer von fünf oder zehn Jahren. Wird in diesem Zeitraum kein Antrag auf Verlängerung der Grabnutzungsdauer gestellt, kann die Friedhofsverwaltung ab einem Jahr nach Ende der Grabnutzungsdauer frei über die Grabstelle sowie die Grabausstattung, insbesondere den Grabstein verfügen. Vom Verfall bedrohte Gräber auf den städtischen Friedhöfen werden durch eine Markierung auf dem Grabstein kenntlich gemacht beziehungsweise wird auf die Grabstellensuche im Internet verwiesen, wo auch das Ende der Grabnutzungsdauer ersichtlich ist. 
Zum häufigen Ärger von Verwandten führt der Umstand, dass in Wien keine individuelle Verständigung erfolgt und so oft der Grabstein beim nächsten Friedhofsbesuch von der Grabstelle verschwunden ist. Für die Friedhofsverwaltung ist es nicht möglich zwischen den Zahlungen die Daten der Inhaber des Benutzungsrechts aktuell zu halten.